# Кольцов, Павел Фёдорович
Па́вел Фёдорович Кольцо́в (20 января 1910, Владивосток — 31 марта 2011, Зыряновск) — участник Великой Отечественной войны, Герой Советского Союза. Командир пулемётного расчёта 905-го стрелкового полка (248-й стрелковой дивизии, 9-го стрелкового корпуса, 5-й ударной армии, 1-го Белорусского фронта), младший сержант. Почётный гражданин города Зыряновск.

## Биография
Родился 20 января 1910 года в городе Владивостоке в семье рабочего.
В 1926 году окончил 7 классов. В 1931—1932 и 1935—1940 годах работал шофёром на автобазе в Омске; в 1940—1941 годах работал шофёром в Лесдревкомбинате, а затем на автобазе Союзсовхозтранса в городе Майкоп ныне Республика Адыгея.
В РККА служил в 1932—1935 годах, место призыва: Сталинский РВК, Украинская ССР, г. Николаев, Сталинский р-н. После нападения германии на СССР в рядах РККА с 25 июня 1941 года. Воевал водителем, наводчиком и командиром пулемётного расчёта на Южном, 3-м Украинском и 1-м Белорусском фронтах.
Война застала Кольцова в Ставропольском крае, в станице Григориполисской, где он проходил курс обучения в школе механизации. 23 июня 1941 года он вернулся в Майкоп и был мобилизован в армию, заняв должность командира транспортного отделения 277-го отдельного автомобильного батальона. В июле 1941 года убыл на Южный фронт, войска которого вели боевые действия на Днестре. Кольцов водил ЗИС-5 («трёхтонку»), доставляя на передовую боеприпасы, горючее, продовольствие, а в тыл — раненых.
В июле 1942 года при переправе через Дон в районе города Батайск, во время авиационной бомбёжки переправы Кольцов был тяжело ранен и долгое время находился на лечении.

### Участие в Великой Отечественной войне

#### Освобождение Польши
После выздоровления Кольцов служил в запасном стрелковом полку, освоив специальность пулемётчика. В апреле 1944 года прибыл на фронт, став наводчиком станкового пулемёта в 905-м стрелковом полку 248-й стрелковой дивизии, которая вела в это время боевые действия по освобождению Одесской области и Молдавии, а в августе участвовала в Ясско-Кишинёвской операции, вступив в пределы Румынии.
14 января 1945 года 2-й стрелковый батальон майора В. С. Сабельникова, в котором служил красноармеец Кольцов, первым в 905-м полку, действуя в качестве авангарда, начал переправу через реку Пилица в районе села Вроцишев (Wrociszew) пол. Wrociszew. Противник, обнаружив переправляющихся, открыл сильный артиллерийско-миномётный огонь. Во льду образовывались многочисленные проломы и полыньи. Наступление было остановлено пулемётным огнём противника. В этот момент Кольцов со своим помощником, проявляя бесстрашие и самоотверженность, по своей инициативе выдвинулся скрытно вперёд и, первым переправившись через реку, уничтожил вражеский расчёт, дав тем самым возможность силам полка переправиться на западный берег и занять небольшой плацдарм.
На рассвете 15 января противник под прикрытием 20 танков и штурмовых орудий перешёл в контратаку. На рубеж, где оборонялся пулеметный расчёт Кольцова, наступали 5 штурмовых орудий с автоматчиками. 3 орудия были подбиты бронебойщиками, а 2 других продолжали двигаться. Одно остановилось прямо перед окопом Кольцова, метрах в 60. Когда оно вело огонь, пулемётчики убирали свой «максим», а когда замолкало, снова разили пехоту врага. Отразив 5 контратак и уничтожив более 35 солдат противника, Кольцов дал возможность своему батальону не только удержать плацдарм, но и перейти в наступление.

#### Участие в форсировании Одера
Продолжая развивать наступление, 905-й полк форсировал по льду Одер, и вскоре все 3 батальона вышли на шоссе между Ортвигом и Грос-Нойенбургом. Но не успели они закрепиться, как с утра 3 февраля, подверглись мощной контратаке противника. Наиболее сильный удар пришёлся по 905-му полку. Когда вышли из строя все 3 пулемёта роты, Павел Кольцов быстро собрал из них один, и стал вести огонь по противнику, отразив за день боя 7 яростных контратак и уничтожив 65 гитлеровцев, что позволило батальону удержать занимаемые позиции. За проявленные мужество, стойкость и высокое боевое мастерство Кольцов был представлен к званию Героя Советского Союза, но был награждён орденом Красного Знамени, это была его первая боевая награда.

#### Участие в Берлинской операции
Командир пулемётного расчёта 905-го стрелкового полка младший сержант Кольцов 17 апреля 1945 года, участвуя в прорыве одерского оборонительного рубежа в районе населённого пункта Альт-Розенталь (южнее города Врицен, Германия), с риском для жизни выдвинулся вперёд и пулемётным огнём во фланг противнику уничтожил 85 гитлеровцев. Когда на новом рубеже продвижение роты приостановилось из-за мощного огня противника, Кольцов, будучи раненым, в одиночку, рискуя жизнью, короткими перебежками достиг вражеской траншеи, гранатами и автоматным огнём уничтожил в ней гитлеровцев и, бросившись в тыл, уничтожая врага, навёл там панику, чем незамедлительно воспользовалась рота, перейдя в атаку и заняв оборонительный рубеж противника.
В уличных боях за Берлин с 27 апреля по 2 мая 1945 года Кольцов лично уничтожил 105 вражеских солдат и офицеров.
Указом Президиума Верховного Совета СССР от 15 мая 1946 года за образцовое выполнение боевых заданий командования на фронте борьбы с немецко-фашистскими захватчиками и проявленные при этом мужество и героизм младшему сержанту Кольцову Павлу Фёдоровичу присвоено звание Героя Советского Союза с вручением ордена Ленина и медали «Золотая Звезда» (№ 5901).
На рассвете 16 апреля 1945 года началась Берлинская операция. При прорыве сильно укреплённой обороны противника на Зееловских высотах 2-й батальон Сабельникова 17 апреля вышел в район села Гарцен, где внезапно был атакован превосходящими силами и вынужден залечь. Создалась критическая ситуация, грозившая срывом выполнения задания. Кольцов с пулемётом выдвинулся вперёд и вправо, практически в нейтральную полосу, и кинжальным огнём стал разить контратакующих фашистов. Он уничтожил до 85 немецких солдат и офицеров, благодаря чему контратака была отбита.
Прорвав оборону противника на Зееловских высотах и преследуя его, на следующий день батальон вышел к гряде высот, покрытых лесом, где был встречен организованным сопротивлением немецких войск, и был принужден залечь в 30—40 метрах от вражеской обороны. Роты неоднократно пытались подняться в атаку, но каждый раз атака захлебывалась. Получив ранение и истекая кровью, Павел Кольцов продолжал вести огонь. Вскоре осколками разорвавшегося снаряда пробило кожух пулемёта. Обжигаясь нагревшейся жидкостью и заделав пробоину тряпкой, Кольцов продолжал вести огонь.
Зажав в руках гранаты и превозмогая боль от раны, не обращая внимание на свист пуль, на виду у врага Кольцов вскочил и рванулся к окопам. Гранатами он уничтожил нескольких солдат противника, после чего проник в траншею противника, уничтожив весь личный состав, находившийся в ней в обе стороны от места проникновения, согласно источникам в прессе, наводя панику в боевых порядках врага. Дерзкие действия советского солдата вызвали у противника некоторое замешательство, чем немедленно воспользовались роты советской армии и атаковали противника; рубеж был взят.
В дальнейшем, в ходе ожесточённых боёв, овладев Карлсхорстом и форсировав Шпрее, вечером 27 апреля 905-й стрелковый полк ворвался на восточную окраину Берлина и сразу отличился при захвате кирхи, которую он взял обходным манёвром. Мастерски действовал в том бою пулемётный расчёт младшего сержанта Кольцова, заставивший замолчать 3 вражеских пулемёта. Находясь в одной из штурмовых групп, Кольцов смело врывался в дома, забрасывал гитлеровцев гранатами, огнём пулемёта прокладывая дорогу своим товарищам. За время уличных боёв в Берлине младший сержант Кольцов уничтожил 105 фашистов.

### После войны
После войны сержант запаса П. Ф. Кольцов в ноябре 1945 года вернулся в Майкоп, где жили его мать и дочь. Работал водителем на строительстве ГЭС, а с её пуском — машинистом гидротурбины. Вступил в ряды КПСС.
В 1949 году узнал о том, что ему присвоено звание Герой Советского Союза. В 1953 году переехал и жил с семьёй в Зыряновске Восточно-Казахстанской области. Работал слесарем на обогатительной фабрике свинцового комбината. С 1969 года — на пенсии.
Умер 31 марта 2011 года, похоронен в Зыряновске

### 100-летний юбилей
В столетний юбилей 20 января 2010 года ветерану были вручены ключи от машины и квартиры.
В казахстанской прессе было опубликовано интервью с ветераном:

Павел Кольцов, Герой Советского Союза:
— Я в одном бою поднял роту в атаку. Сам лично с гранатой и автоматом. Пулемет мой был поврежден, пулей его пробило. И рота за мной поднялась.
Германию обороняли отборные части СС. Гитлер в обращении к немецкому народу заявил, что ни один красноармеец не ступит на территорию страны. На подступах к Берлину расчет Кольцова уничтожил почти 200 вражеских солдат. Атака захлебнулась, и дивизия перешла в наступление. Именно за этот подвиг пулеметчик получил звание Героя Советского Союза. Но самой большой удачей ветеран считает сбитый самолёт. Такие случаи на войне были единичными.
Павел Кольцов, Герой Советского Союза:
— Поставили пулемет напрямую, держали огонь. Кто знает, мимо никто не пролетит! Увидел, как разрывные пули прошили кабину. Он загорелся, начал дымить, потом свалился.
В мирной жизни ветеран почти 20 лет отдал Зыряновской обогатительной фабрике. У него 2 детей, 5 внуков и один праправнук. Секрет долголетия Павла Федоровича, по его словам, это активный образ жизни и поменьше отрицательных эмоций.
Алиса Амирханова, дочь Павла Кольцова:
— Меня всегда удивляла его скромность. Если в поликлинику приходил, он сидел в очереди наравне со всеми. Если шёл за пенсией, то стоял в очереди, говорил: как это я буду без очереди, когда там тоже старики.
Бердыбек Сапарбаев, аким Восточно-Казахстанской области:
— Мы должны заботиться о вас. Чтобы вы жили хорошо, чтобы у вас было все. Жилье, а если надо бесплатное лечение и лекарства.
От имени главы государства ветеран на свой 100-летний юбилей получил ключи от двухкомнатной квартиры и новую машину. У Павла Федоровича 82-летний водительский стаж. Осенью ветеран лично собирается сесть за руль и свозить семью за грибами.

## Награды и звания
- Медаль «Золотая Звезда»[4].
- Орден Ленина[5].
- Орден Отечественной войны I степени.
- Орден Красной Звезды.
- Медаль «В ознаменование 100-летия со дня рождения Владимира Ильича Ленина».
- Медаль «За победу над Германией в Великой Отечественной войне 1941—1945 гг.» (9 мая 1945[6])
- Юбилейная медаль «Двадцать лет Победы в Великой Отечественной войне 1941—1945 гг.» (7 мая 1965[7]).
- Юбилейная медаль «Тридцать лет Победы в Великой Отечественной войне 1941—1945 гг.».
- Медаль «Сорок лет Победы в Великой Отечественной войне 1941-1945 гг.».
- Медаль «50 лет Победы в Великой Отечественной войне 1941-1945 гг.».
- Медаль «60 лет Победы в Великой Отечественной войне 1941—1945 гг.».
- Медаль «За взятие Берлина».
- Медаль «За освобождение Варшавы»[8].
- Медаль «30 лет Советской Армии и Флота».[9].
- Юбилейная медаль «40 лет Вооружённых Сил СССР»[10].
- Юбилейная медаль «50 лет Вооружённых Сил СССР» (26 декабря 1967[11]).
- Юбилейная медаль «60 лет Вооружённых Сил СССР» (28 января 1978[12]).
- Почётный житель города Зыряновск Восточно-Казахстанской области.

## Память
- Имя Героя высечено золотыми буквами в зале Славы Центрального музея Великой Отечественной войны в Парке Победы города Москва.
- На могиле установлен надгробный памятник.
- Имя Кольцова П. Ф. носит одна из улиц города Зыряновска.